# Мон д'Аре
Планине Аре (фр. Monts d'Arrée) су највише планине у Бретањи. Ове планине су једне од најветровијих и најмагловитијих планина Француске. Овде се налази највише остатака келтске цивилизације у целој Француској. Простиру се на 600 km². Највиши врх је Roc'h Ruz (385 м).